# Phra Nakhon
Le quartier de Phra Nakhon (en thaï : พระนคร), centre historique de la nouvelle capitale du royaume du Siam, Krung Thep Maha Nakhon (Bangkok), est construit à partir de 1783 par le roi Rama Ier sur le modèle de l'ancienne capitale Ayutthaya qui a été entièrement détruite par les birmans en 1767. Ainsi, les nouveaux bâtiments du pouvoir royal (palais, temples) sont édifiés avec une partie des matériaux de l'ancienne capitale Ayutthaya, histoire de marquer la continuité et la légitimité du pouvoir royal, et ils sont aussi situés sur une "île" (comme auparavant à Ayutthaya), l'île Rattanakosin délimitée par une boucle du fleuve Chao Phraya et les khlongs de Bang Lamphu au nord (khlong Rop Krung) et Ong Ang à l'est (khlong Rop Muang).
Le quartier de Phra Nakhon comprend le Grand palais (Palais royal) datant de la fin du XVIIIe siècle, ancienne résidence du roi du Siam dotée de majestueux bâtiments, de musées et du temple du Bouddha d'émeraude (Wat Phra Kaeo). Il possède également le vaste temple Wat Pho connu pour son immense statue de Bouddha couché, ainsi que le fort Phra Sumen, installé dans un parc verdoyant sur les berges du fleuve et le fort Mahakan. Les brasseries branchées au bord de l'eau côtoient les stands de cuisine de rue très fréquentés, tandis que des bars animés proposant des concerts ponctuent la célèbre Khaosan Road.

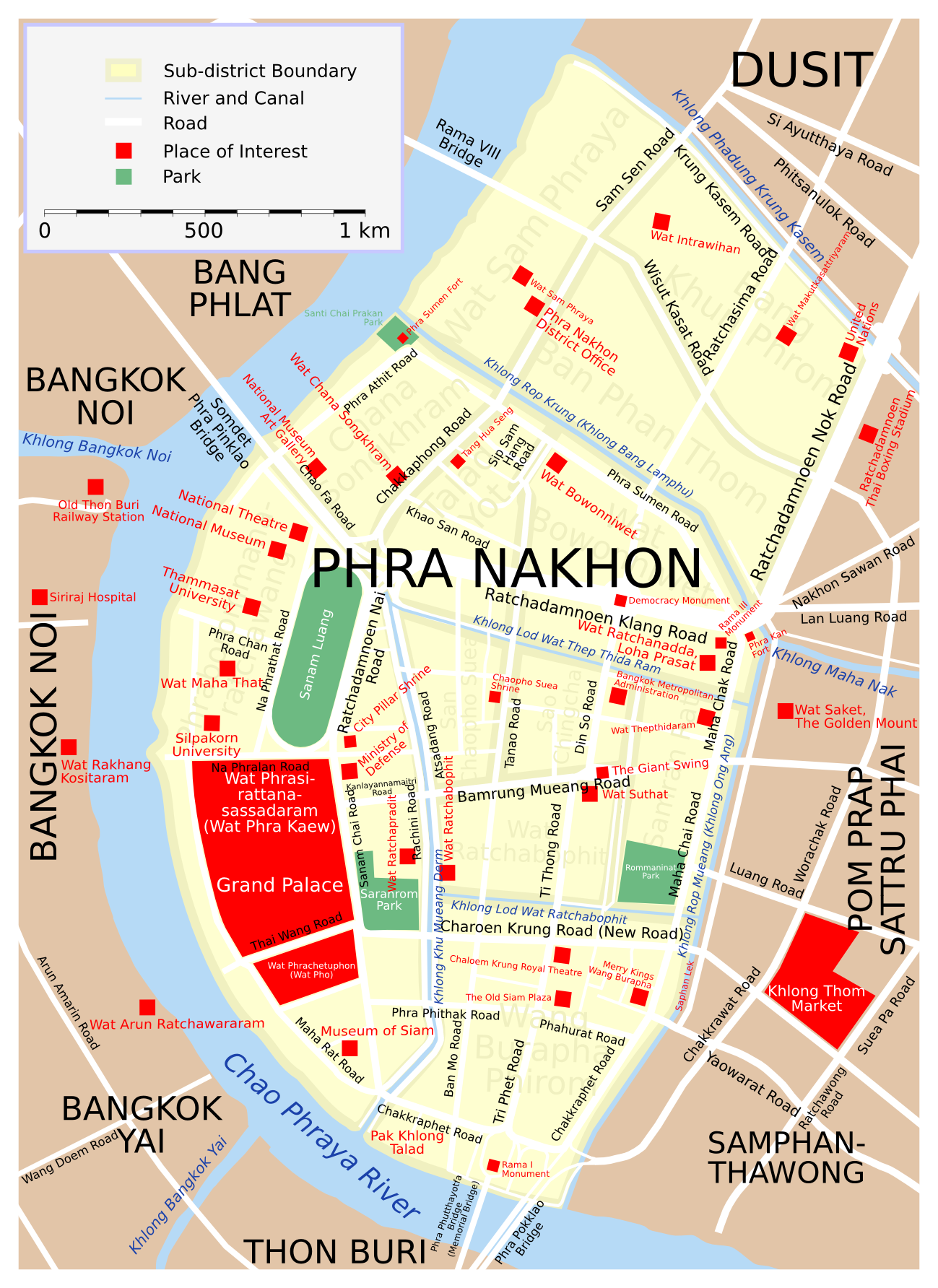
Carte de Phra Nakhon.

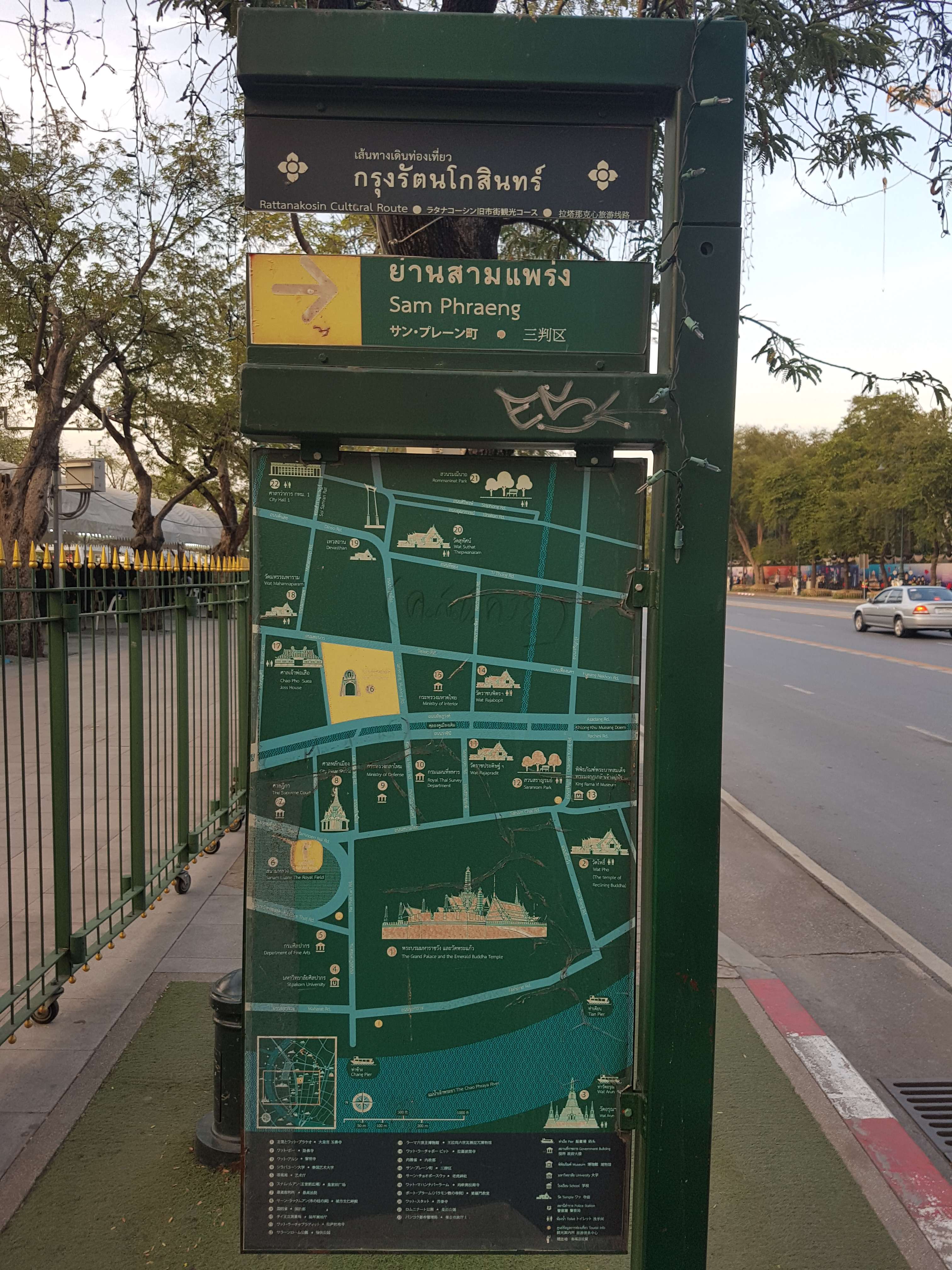
Plan touristique de Phra Nakhon en thaïlandais, anglais, chinois et japonais

## Le Palais royal (ou grand palais) et le Wat Phra Kaeo (ou temple du Bouddha d'émeraude)
Le palais royal et le Wat Phra Kaeo ont été le cœur du pouvoir monarchique jusqu'à la fin de la monarchie absolue et l'instauration de la monarchie constitutionnelle en 1932.

## Le Wat Pho
Le Wat Pho est un majestueux temple connu dans toute la Thaïlande, et plus particulièrement à Bangkok. Son extérieur, raffiné avec de belles céramiques thaïlandaises, attire le regard des passants. 
A l'intérieur de cette si mystérieuse merveille thaïlandaise, on peut y trouver des centaines de Bouddhas en or, ainsi que d'autres magnifiques structures.

## Les vestiges des fortifications du quartier royal
Le quartier a été à l'origine en 1783 protégé par un rempart de 7,2 km de long percé de 63 portes et par 14 forts ; Un vestige du rempart long de 40 m (en face de Wat Bowonniwet) et 2 de ces forts subsistent encore de nos jours :
- le fort de Phra Sumen (ป้อมพระสุเมรุ)[4]
- et le fort de Mahakan (ป้อมมหากาฬ)[5],[6].

Puis, en 1852, une seconde série de 8 forts a été construite pour renforcer la protection du quartier.

Île Rattanakosin, cœur de la monarchie siamoise
Bangkok vers 1800, l'ancien quartier royal éphémère de Thonburi et le nouveau quartier royal de l'île de Rattanakosin avec ses 14 forts
Le quartier de Phra Nakhon, ses anciens remparts, ses 14 forts d'origine et les 8 forts supplémentaires
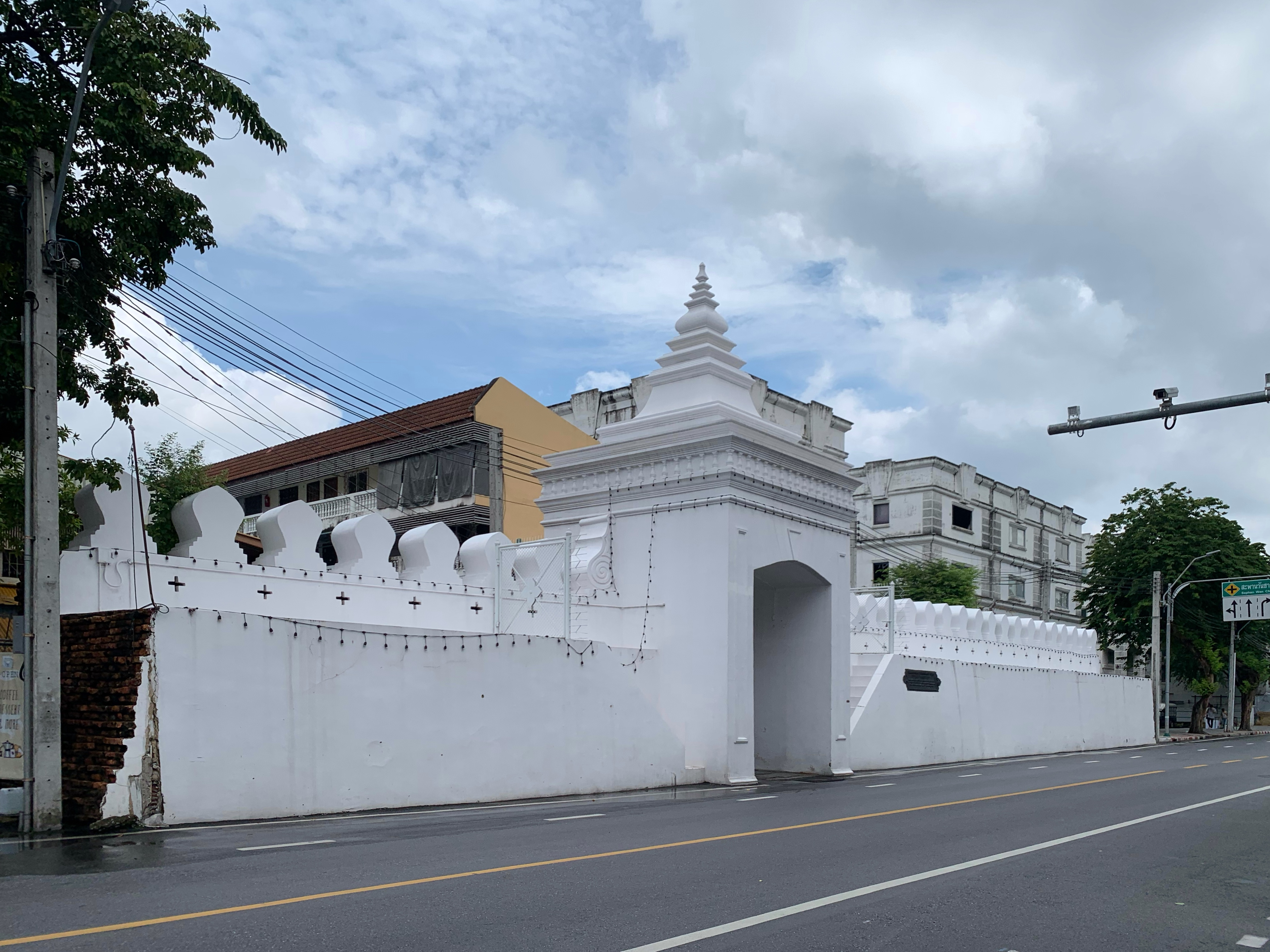
Vestige de l'ancien rempart protégeant la cité de Bangkok
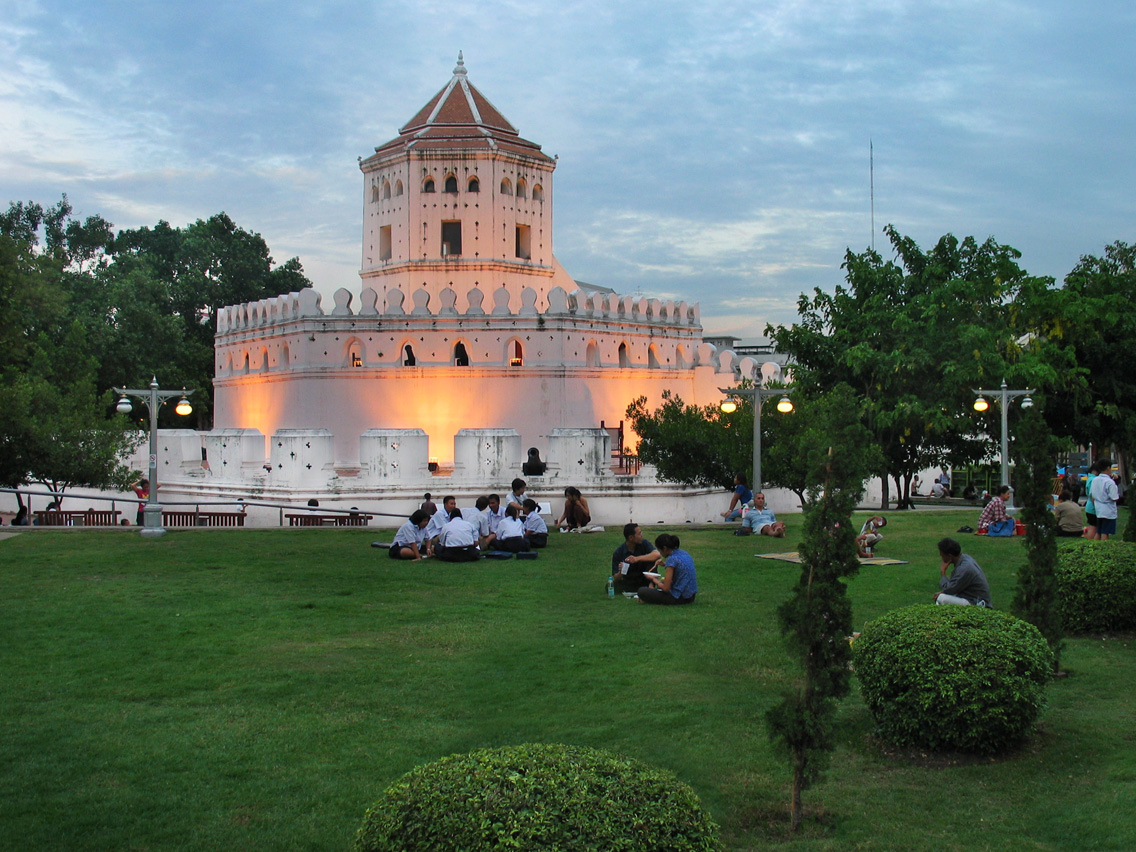
Fort de Phra Sumen
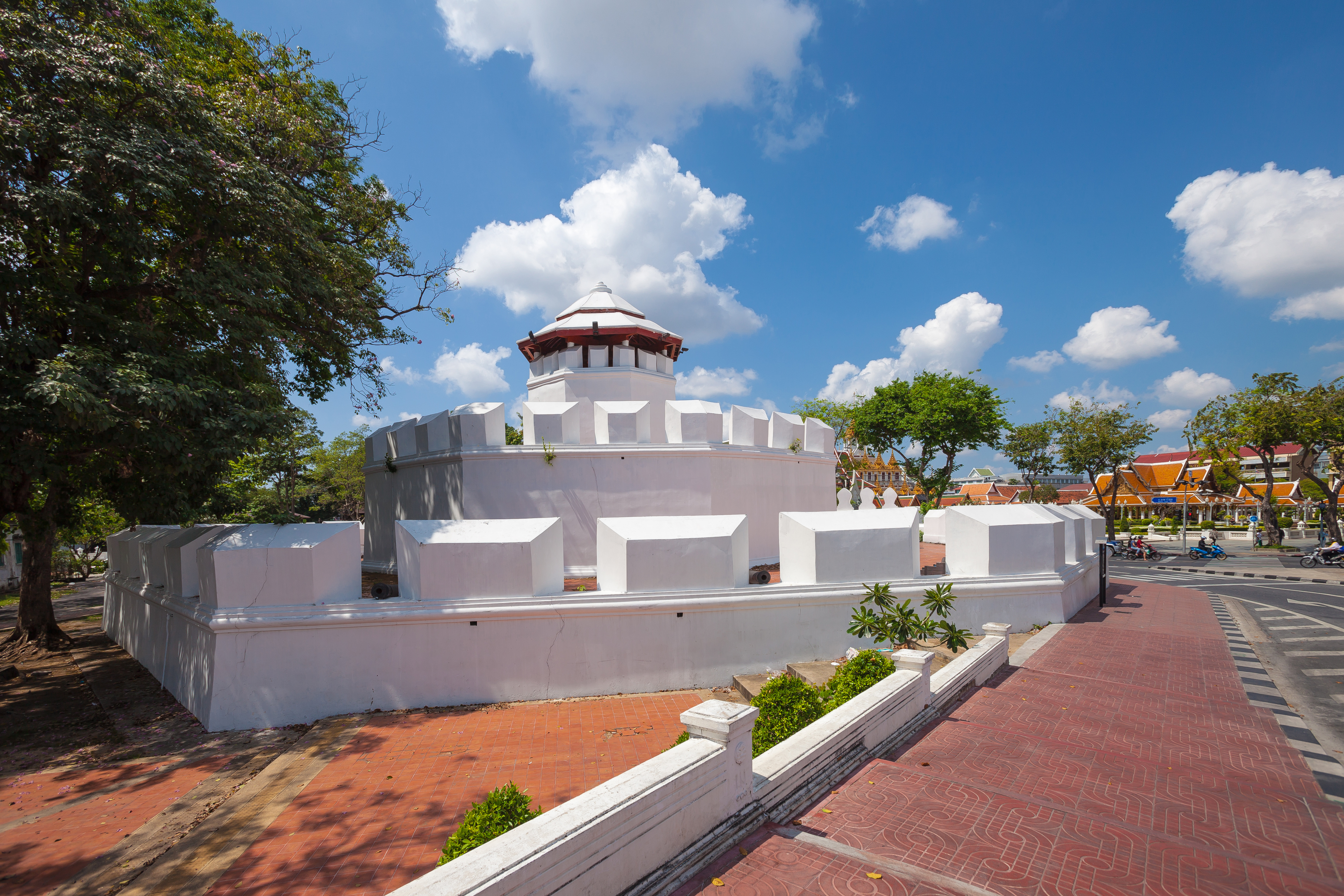
Fort de Mahakan

## Les compartiments chinois (Shophouses)
Les fameux "compartiments chinois" (en anglais : shophouse) sont des bâtiments de deux, trois ou quatre niveaux avec boutique sur la rue, entrepôt et séjour à l'arrière et appartements dans les étages supérieurs.

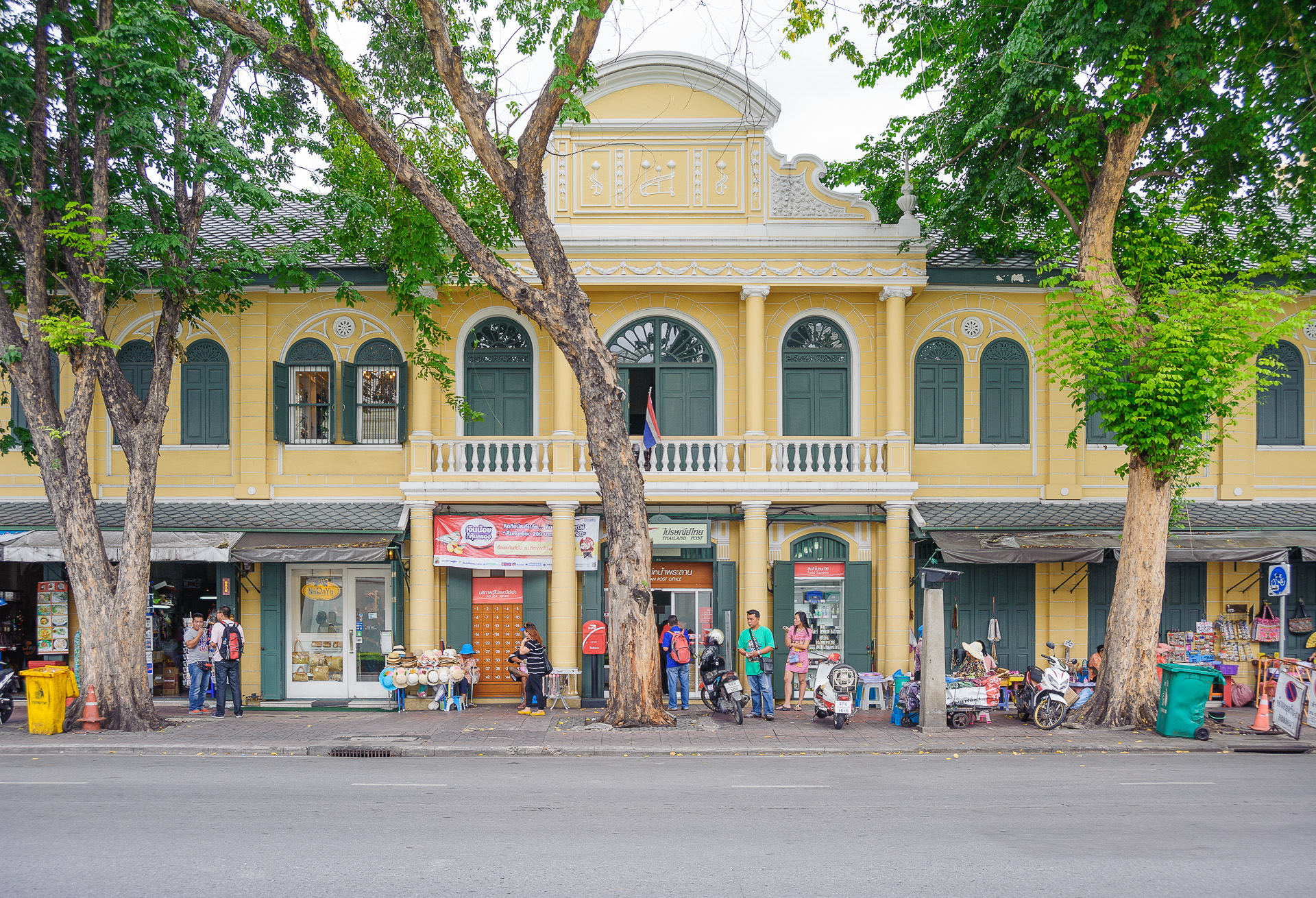
Shophouses de style néo-classique (Golden Place Tha Chang), le jour, rue Na Phra Lan, construit dans les années 1900
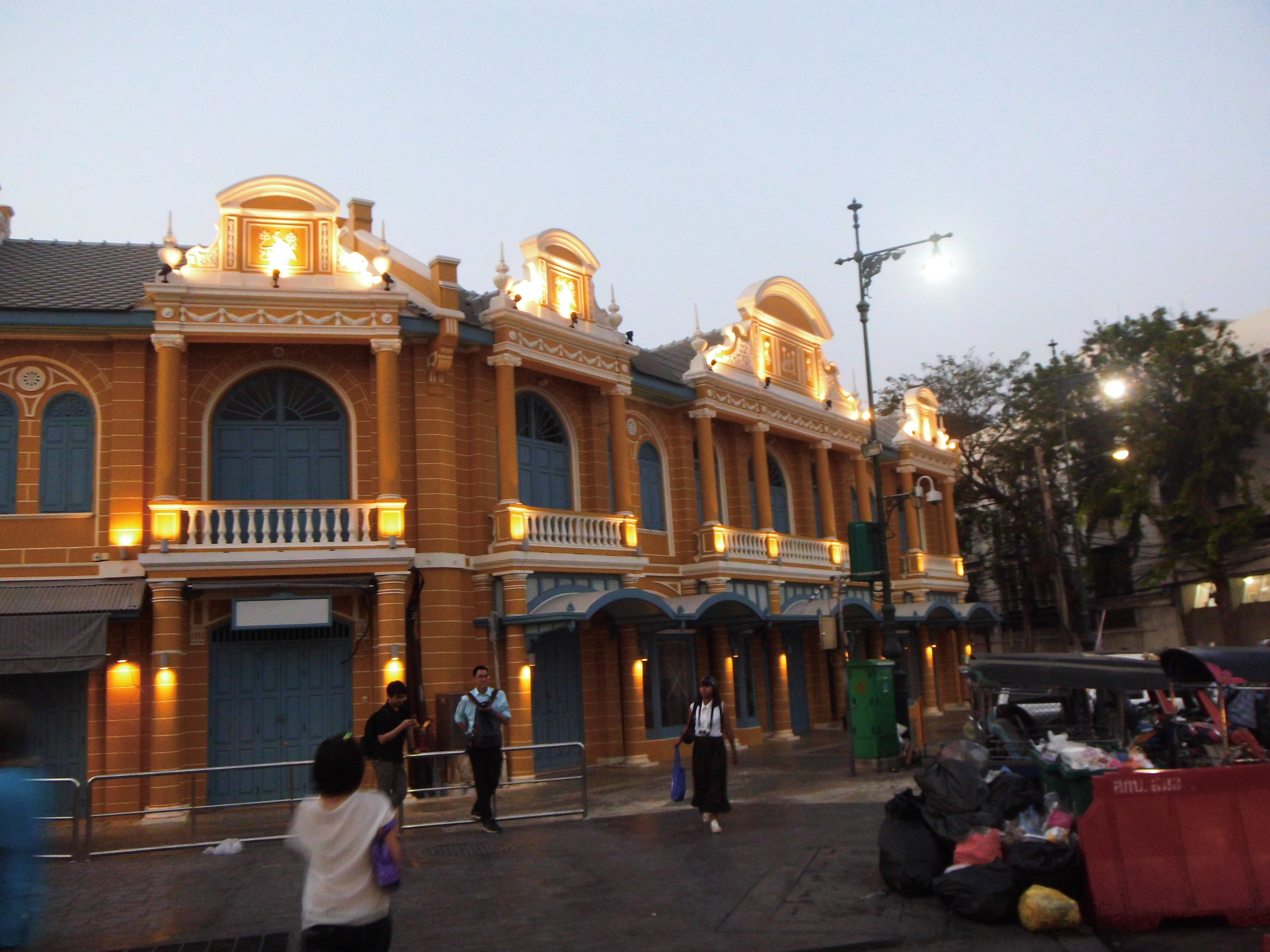
Shophouses de style néo-classique, rue Na Phra Lan, à la tombé de la nuit
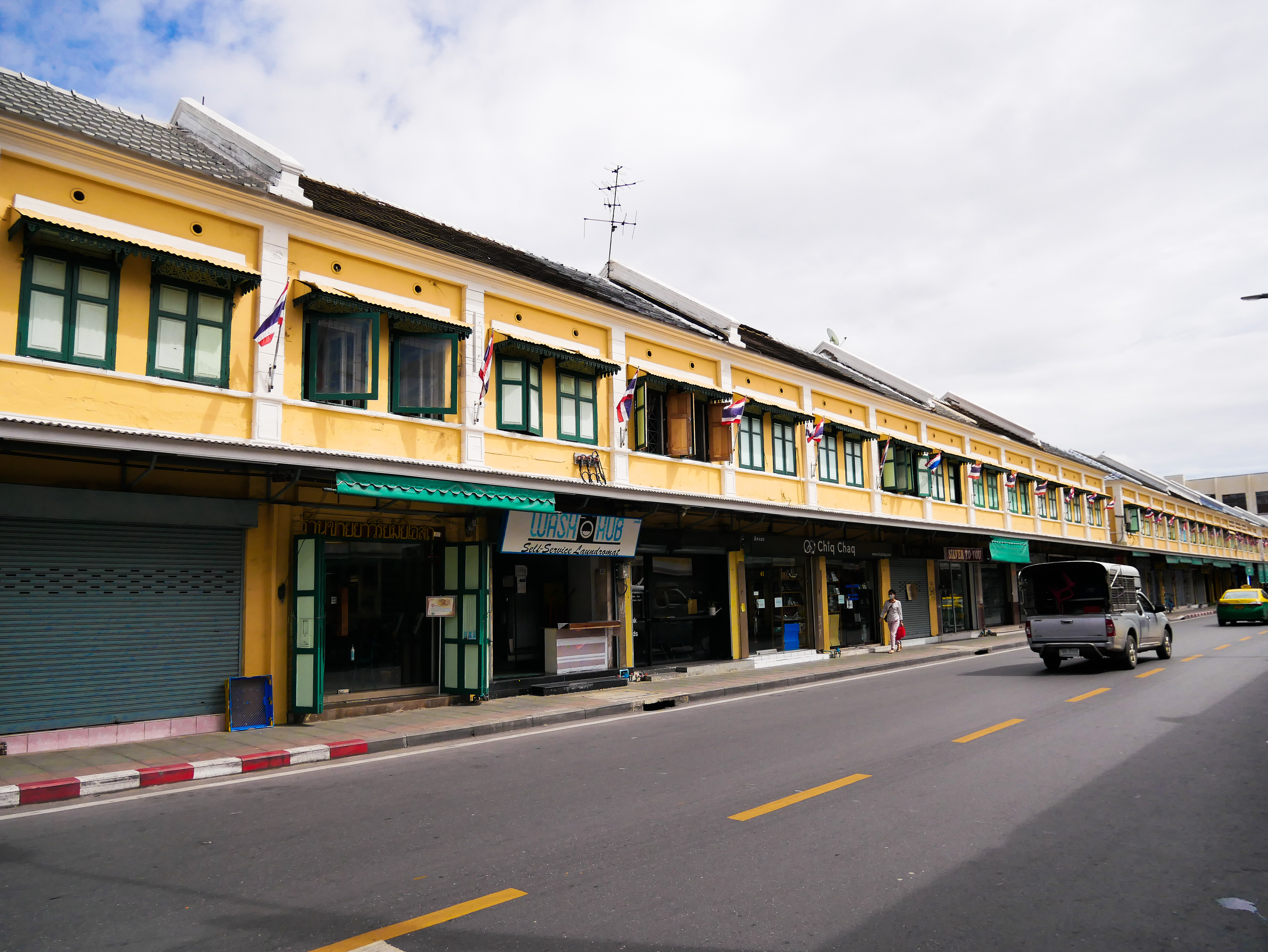
Compartiments chinois, rue Tanao
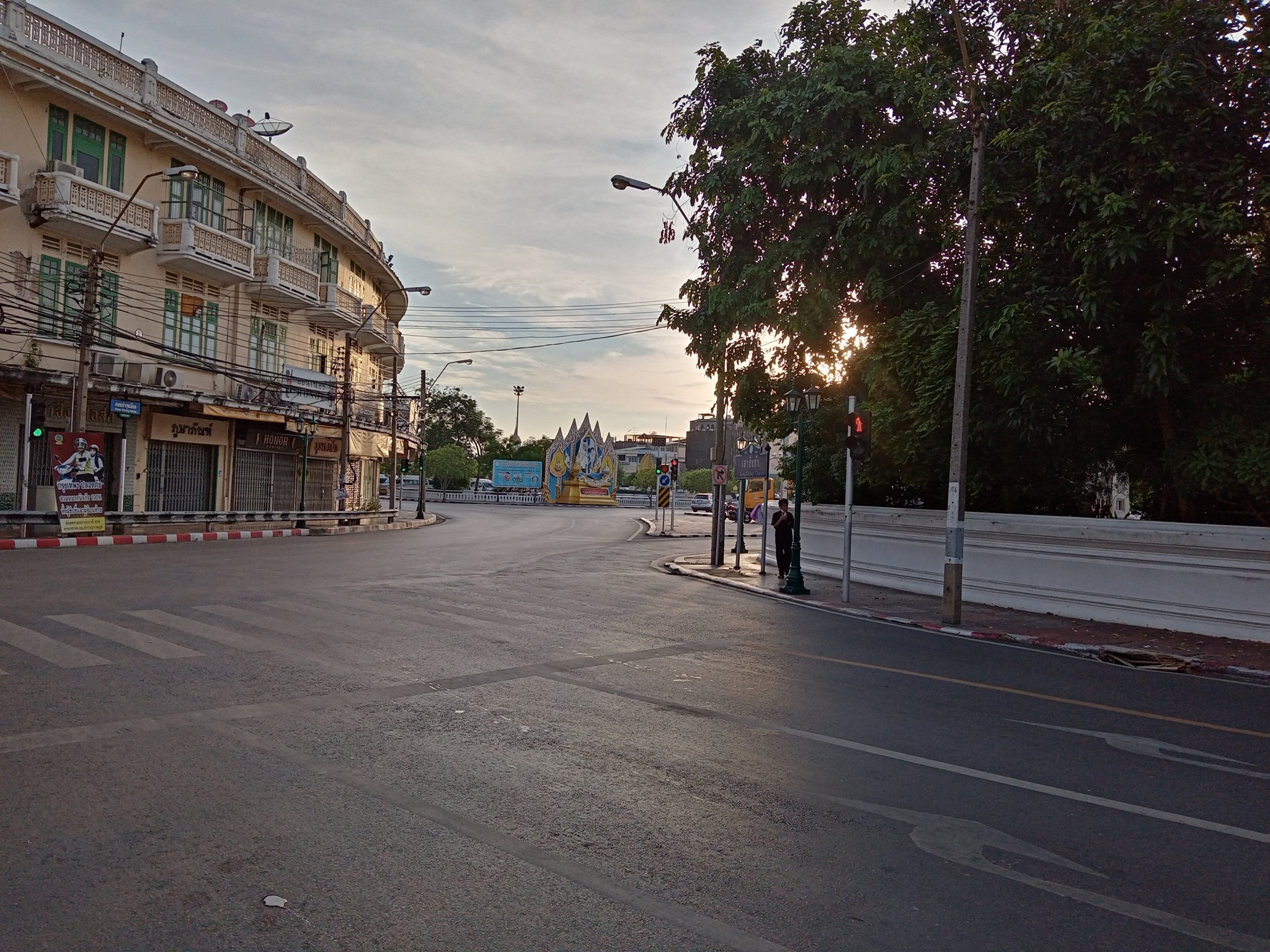
Compartiments chinois, carrefour des rues Ti Thong et Bamrung Mueang
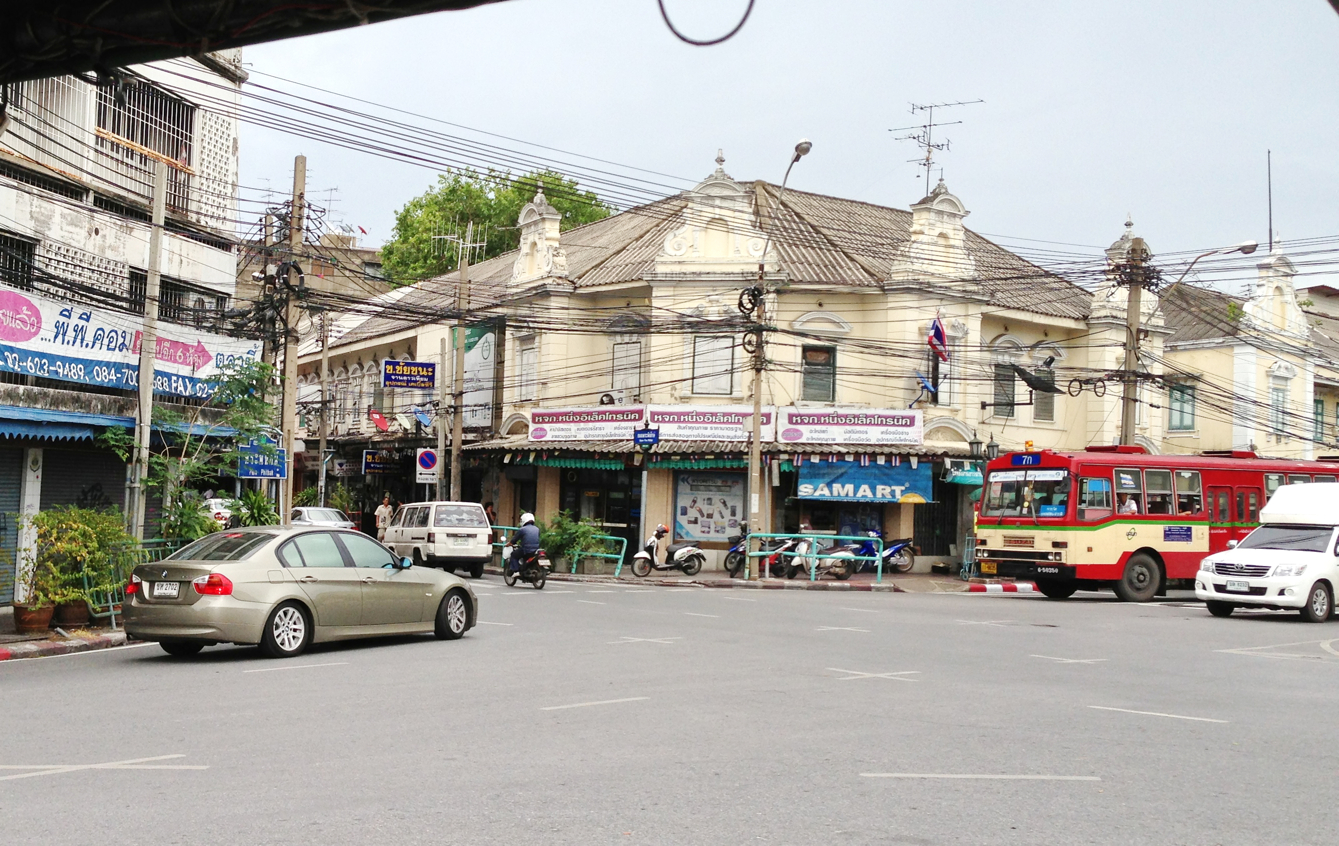
Shophouse de style colonial, magasin de matériel électronique Nueng Electronic Co, Ldt, rue Atsadang, construit dans les années 1900
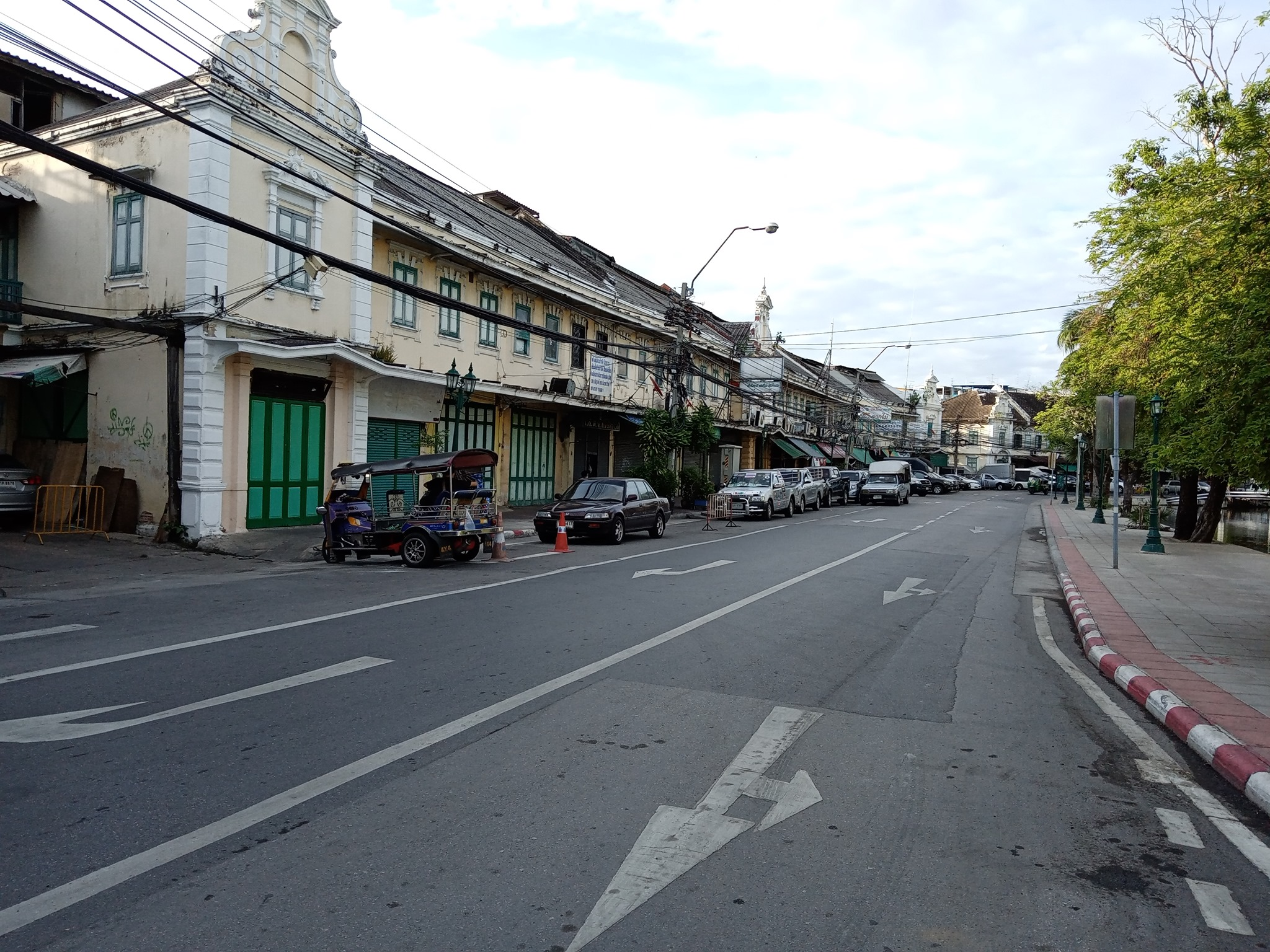
Autres compartiments chinois de style colonial de la rue Atsadang
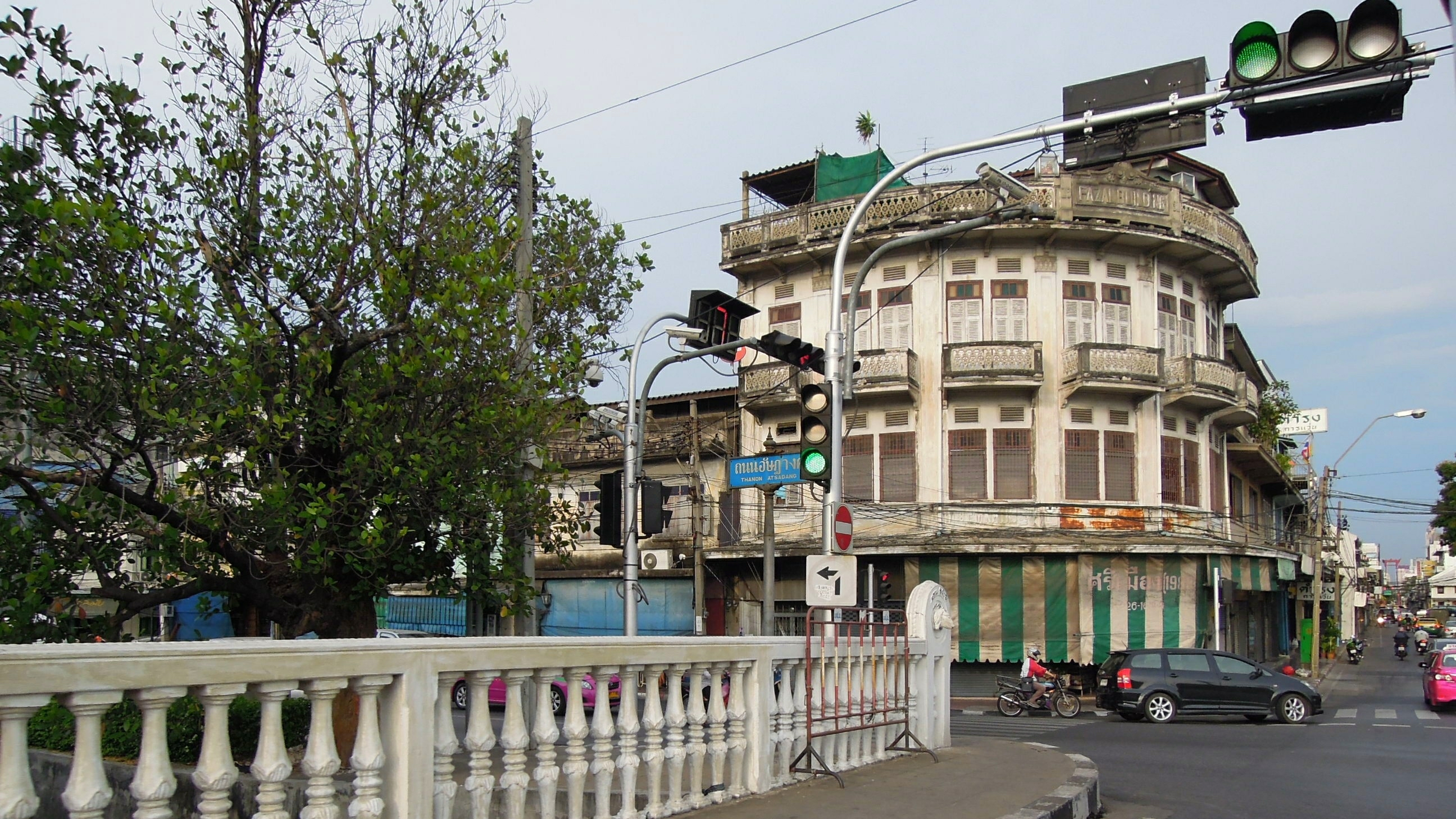
Fazal Buiding[8], rue Atsadang, jadis magasin de verrerie et cristallerie européennes (verres, carafes, flacons...) ainsi que de parfums, construit en 1931
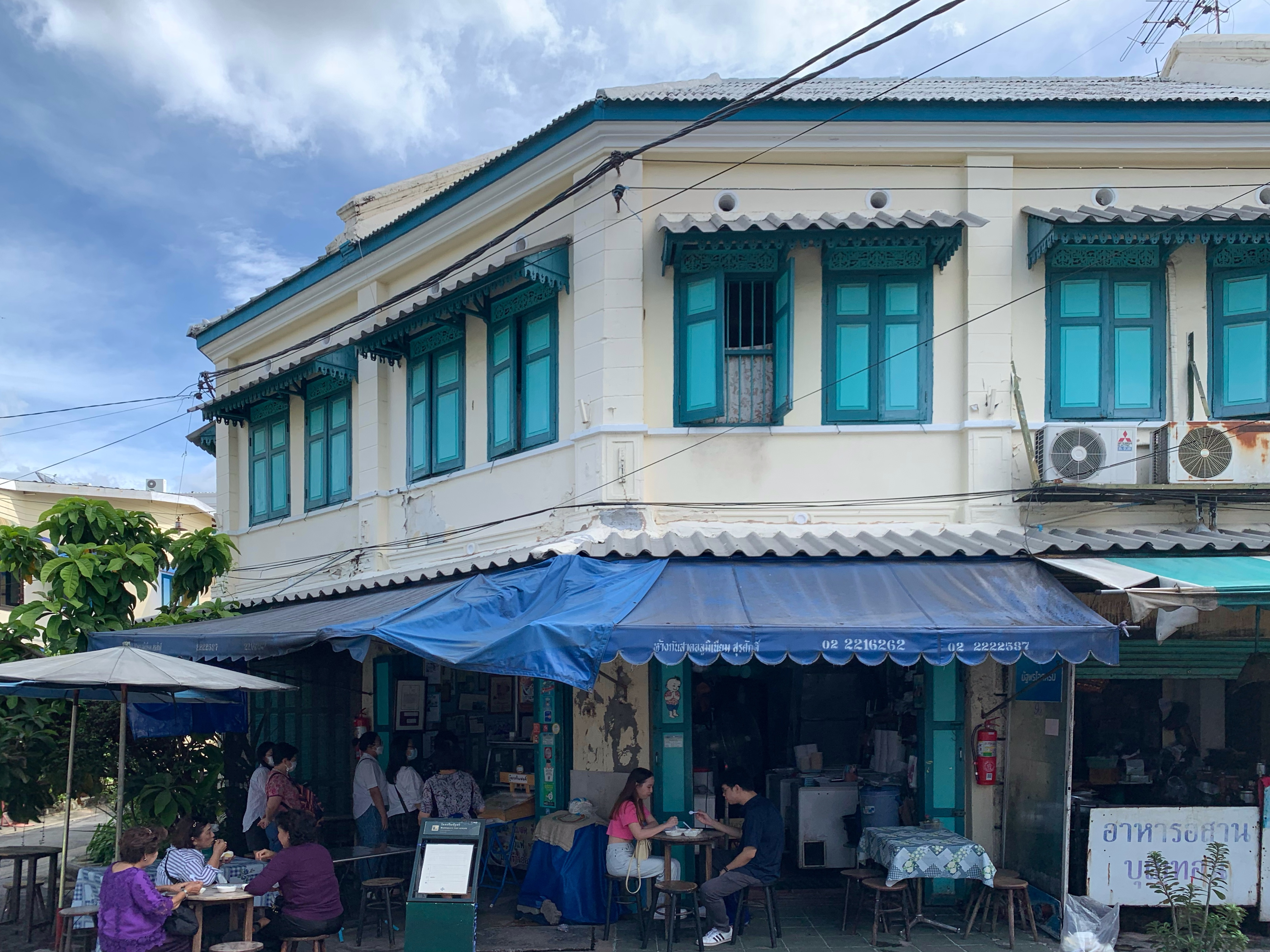
Magasin de glaces Nuttaporn Ice Cream, Phraeng Phuthon (Sam Phraeng), construit dans les années 1900-1910
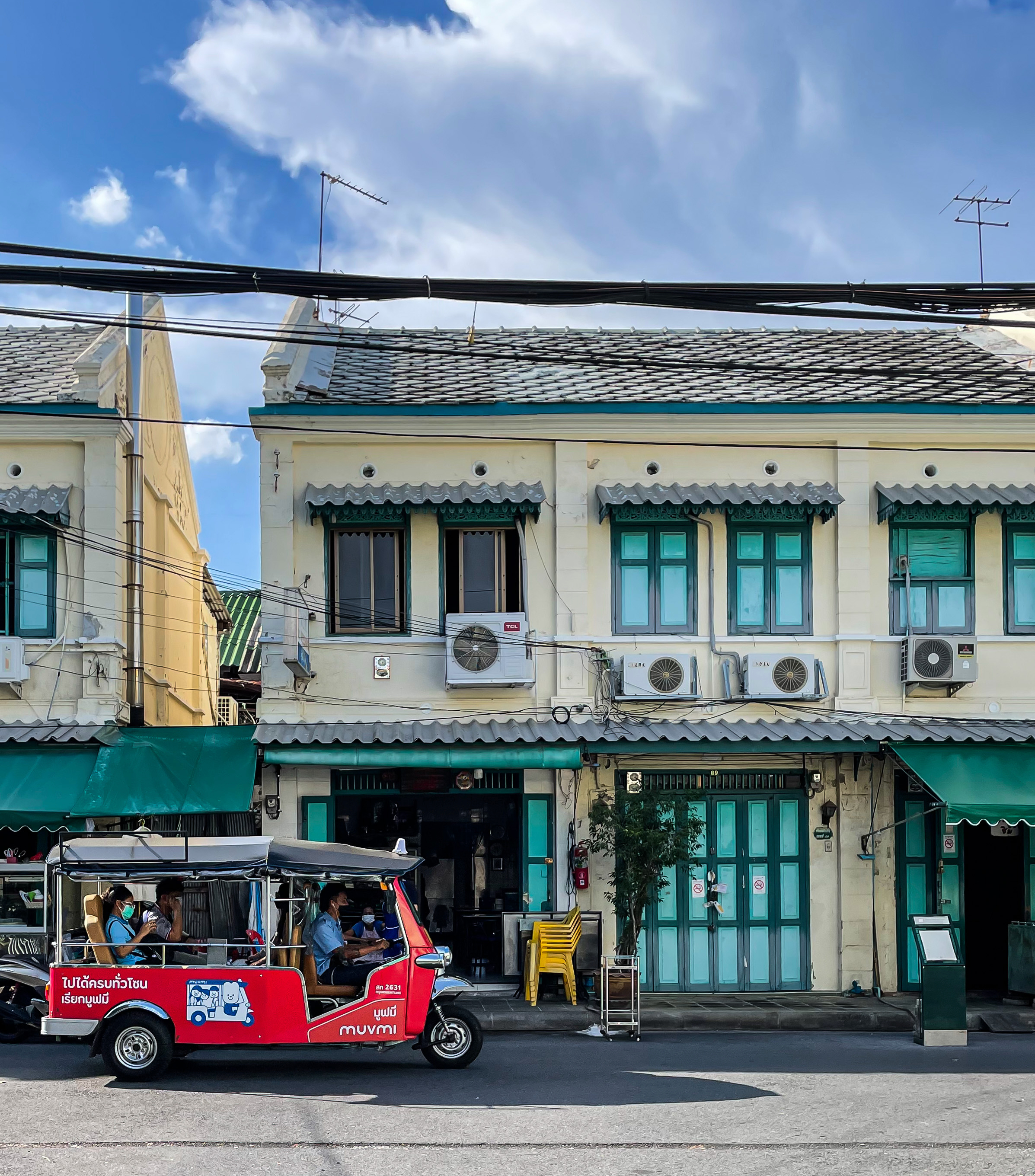
Compartiments chinois (Shophouses) et Tuk-tuk de Phraeng Phuthon (Sam Phraeng)
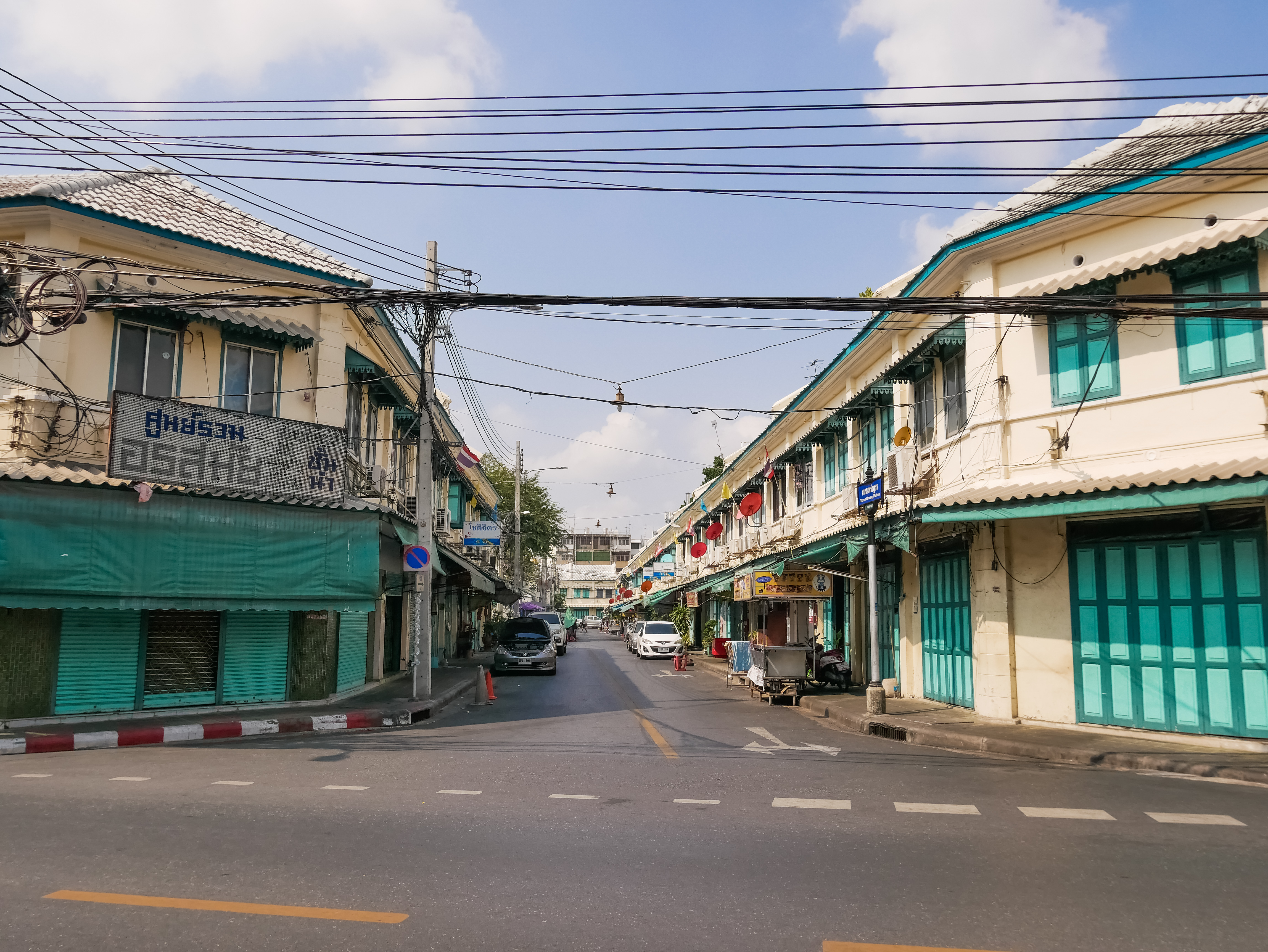
Compartiments chinois de Phraeng Phuthon (Sam Phraeng)
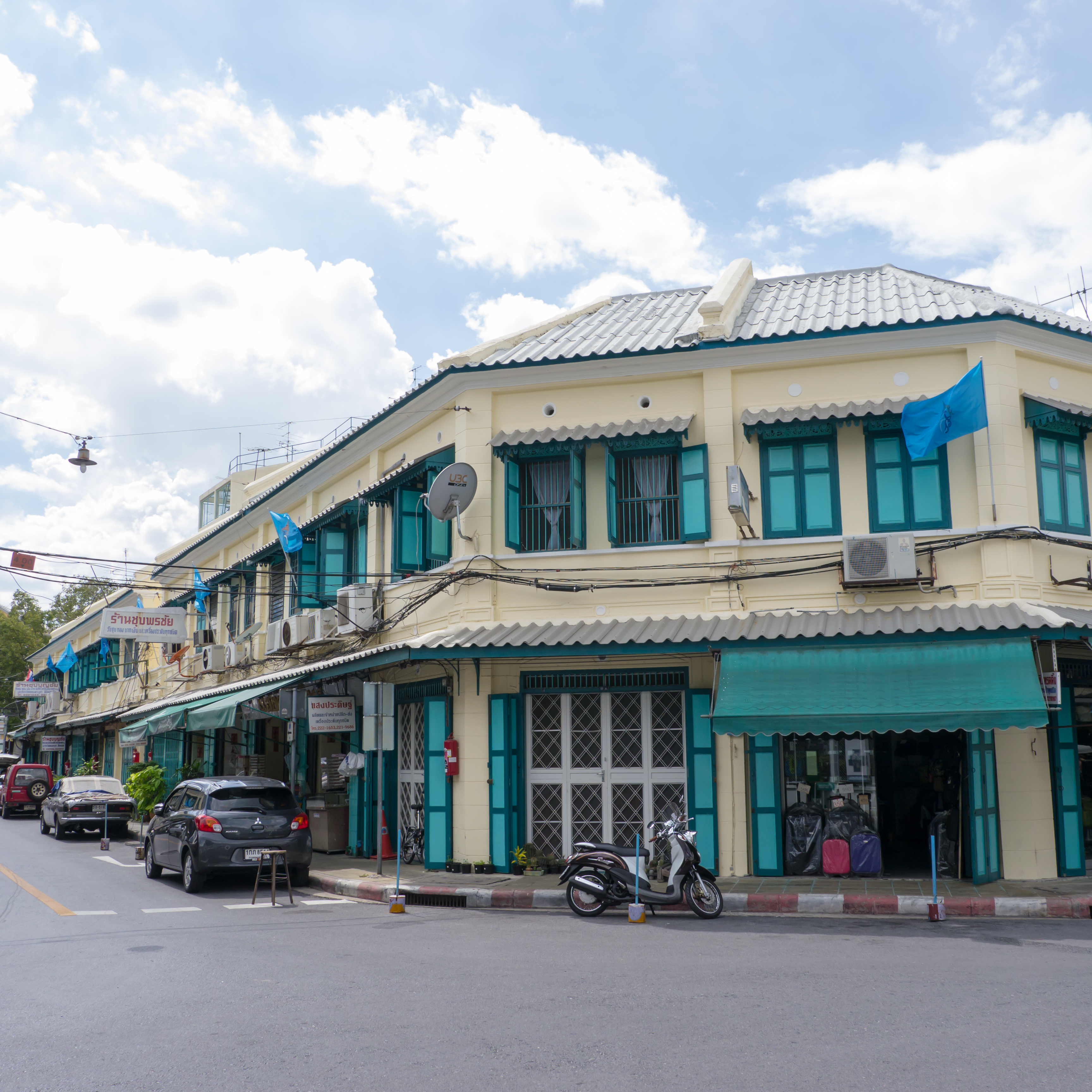
Autres compartiments chinois de Phraeng Phuthon (Sam Phraeng)
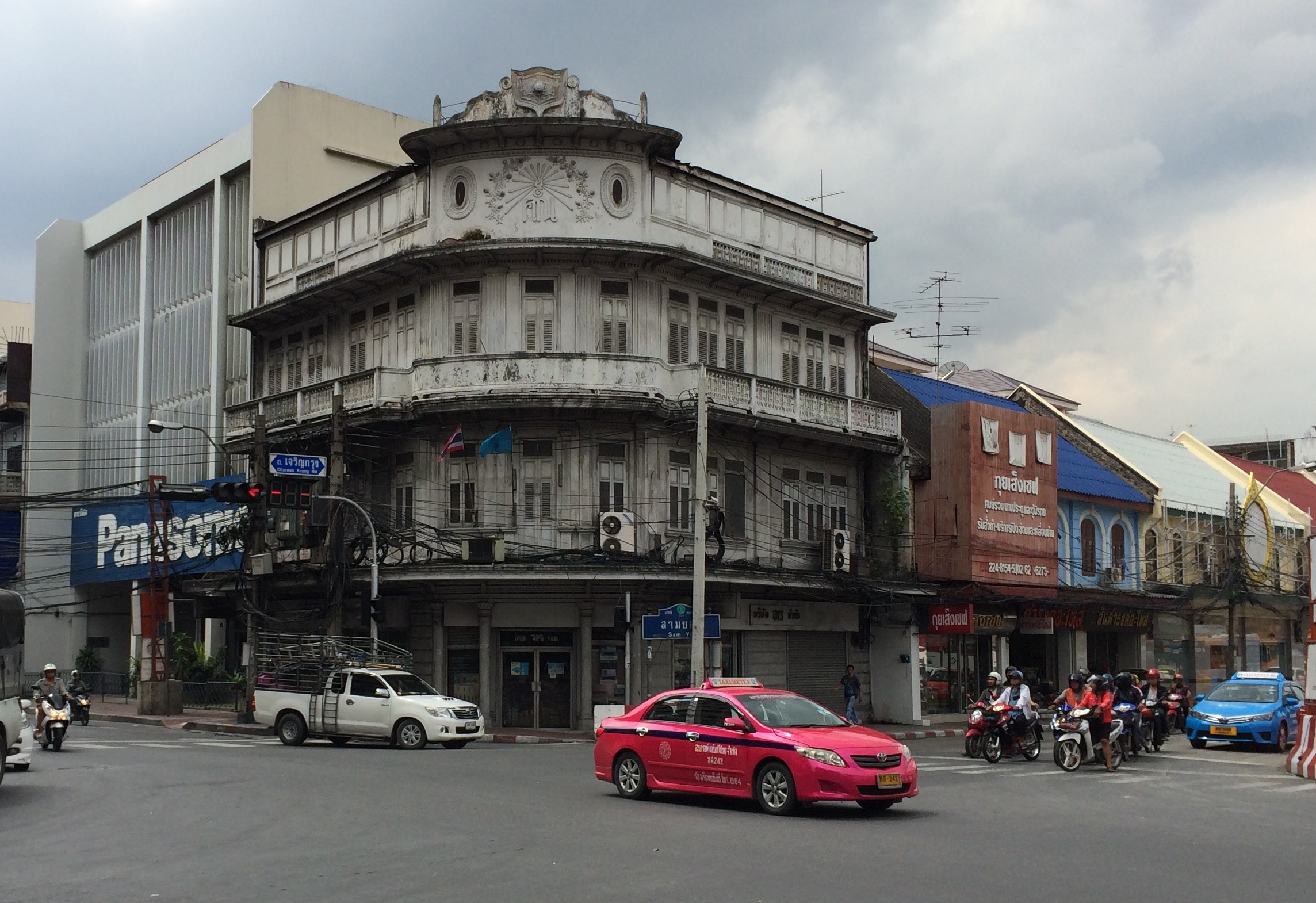
Hôtel Cacha Bed Heritage, rue Charoen Krung (new road), construit dans les années 1930
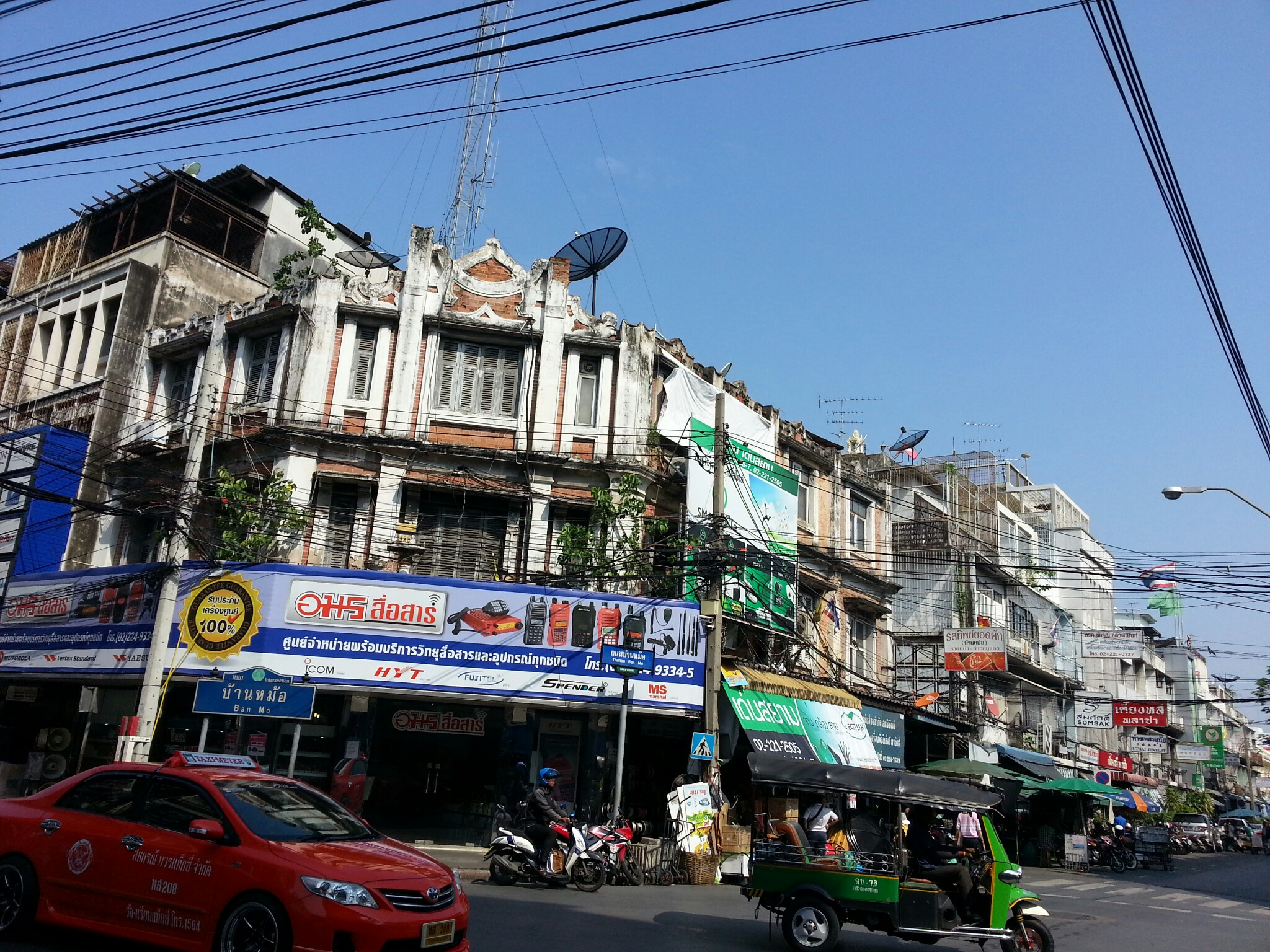
Compartiment chinois de style "éclectique" avec murs en brique et corniches de stuc construit dans les années 1930-1940, rue Ban Mo
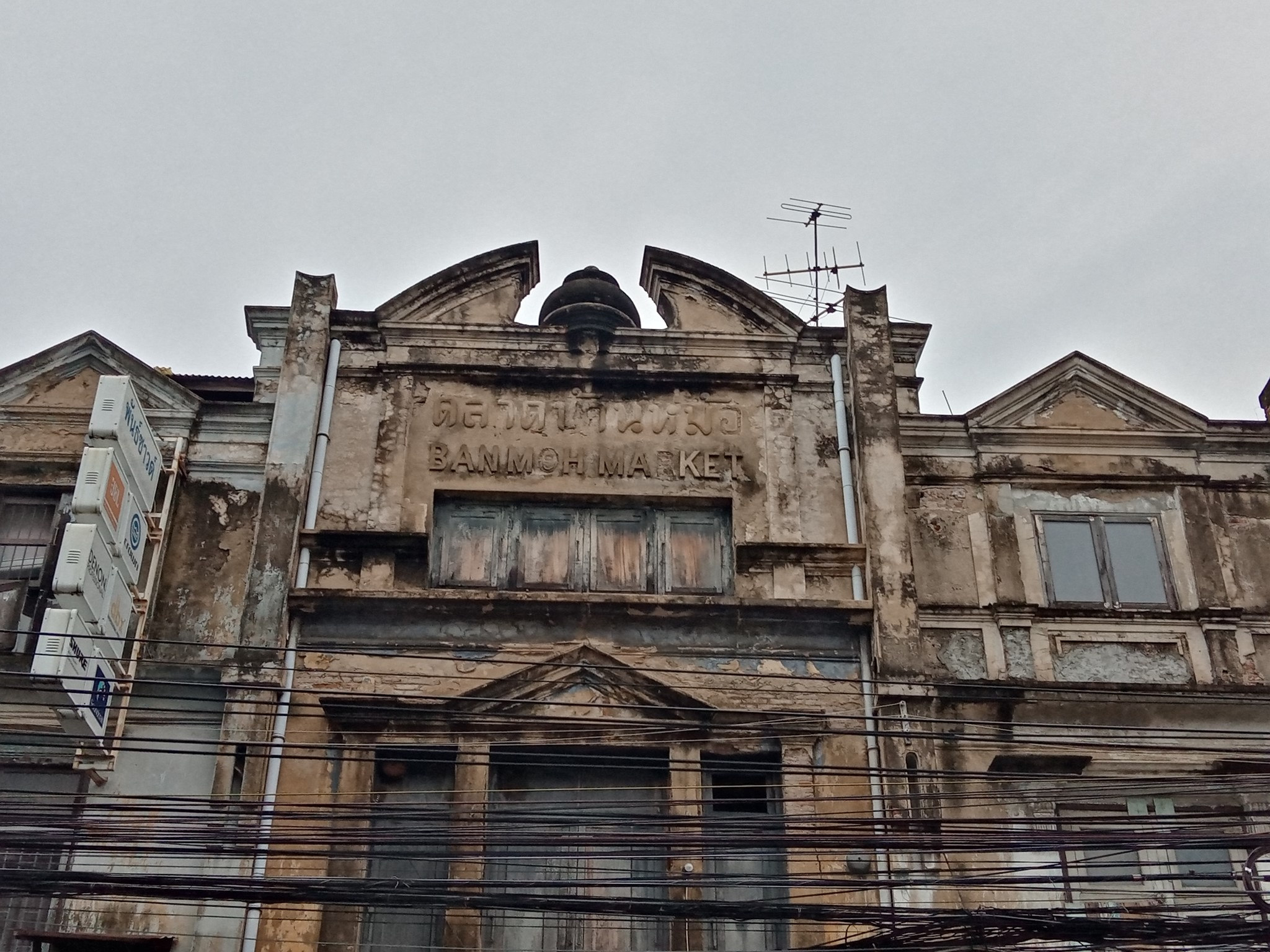
Banmoh Market, marché de matériel électronique et d'équipement audio, rue Ban Mo

## Autres points d'intérêt
- Musée national de Bangkok (ancien palais du vice-roi, prince héritier)
- Place de Sanam Luang
- Lak mueang (thai: หลักเมือง), sanctuaire du pilier de la ville de Bangkok[9]
- Monument de la Démocratie (thaï : อนุสาวรีย์ประชาธิปไตย) et Monument de la Victoire (thaï : อนุสาวรีย์ชัยสมรภูมิ)[10]
- Wat Mahathat, Wat Bowonniwet Vihara, Wat Ratchnatdaram et Loha Prasat, Wat Suthat et son portique de la balançoire...
- Université Thammasat et Université Silpakorn
- Académie des arts de Poh Chang
- etc.

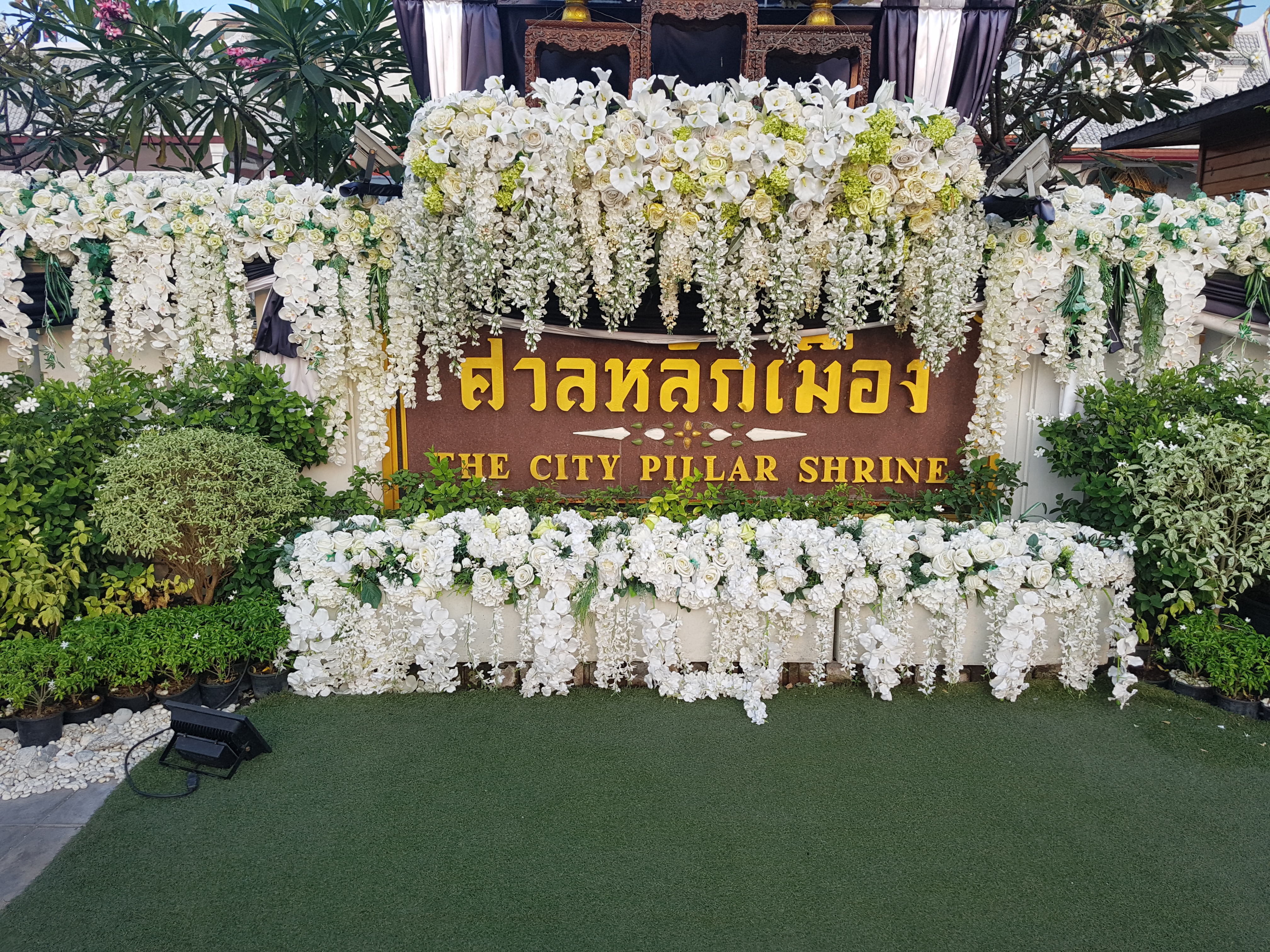
Lak mueang, The City Pillar Shrine
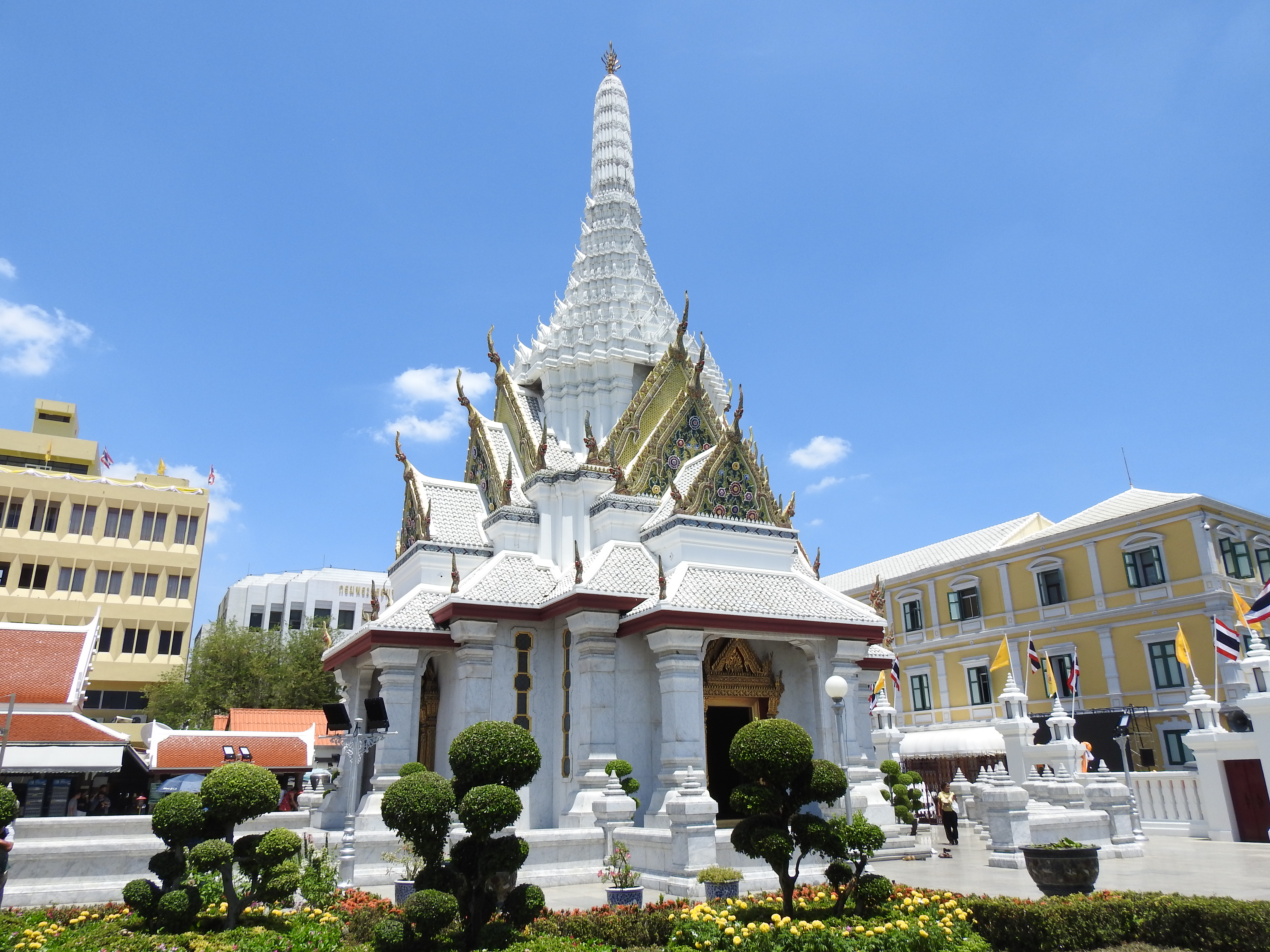
Lak Mueang extérieur
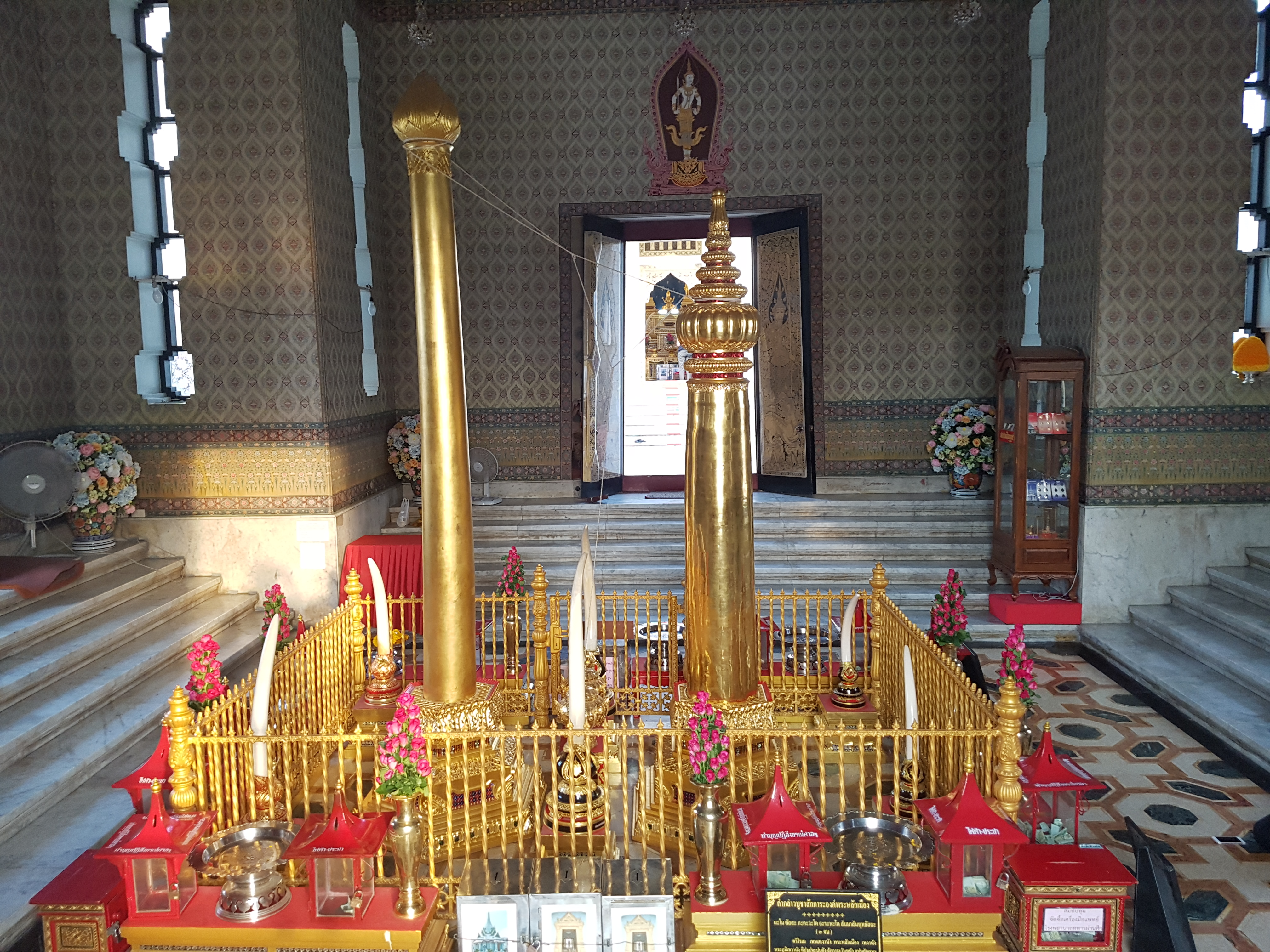
Lak Mueang intérieur
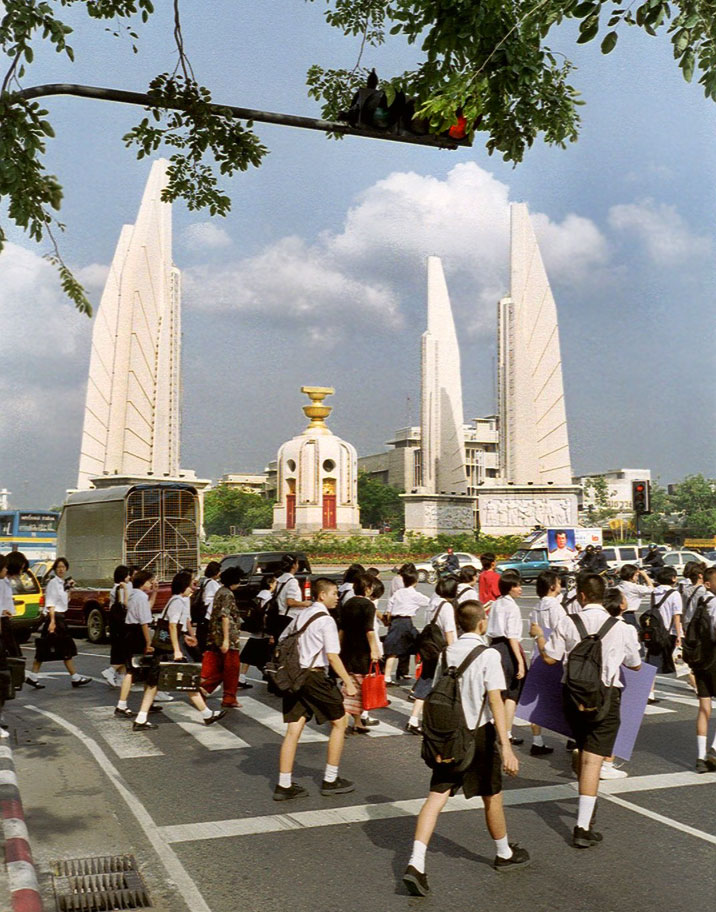
Monument de la Démocratie
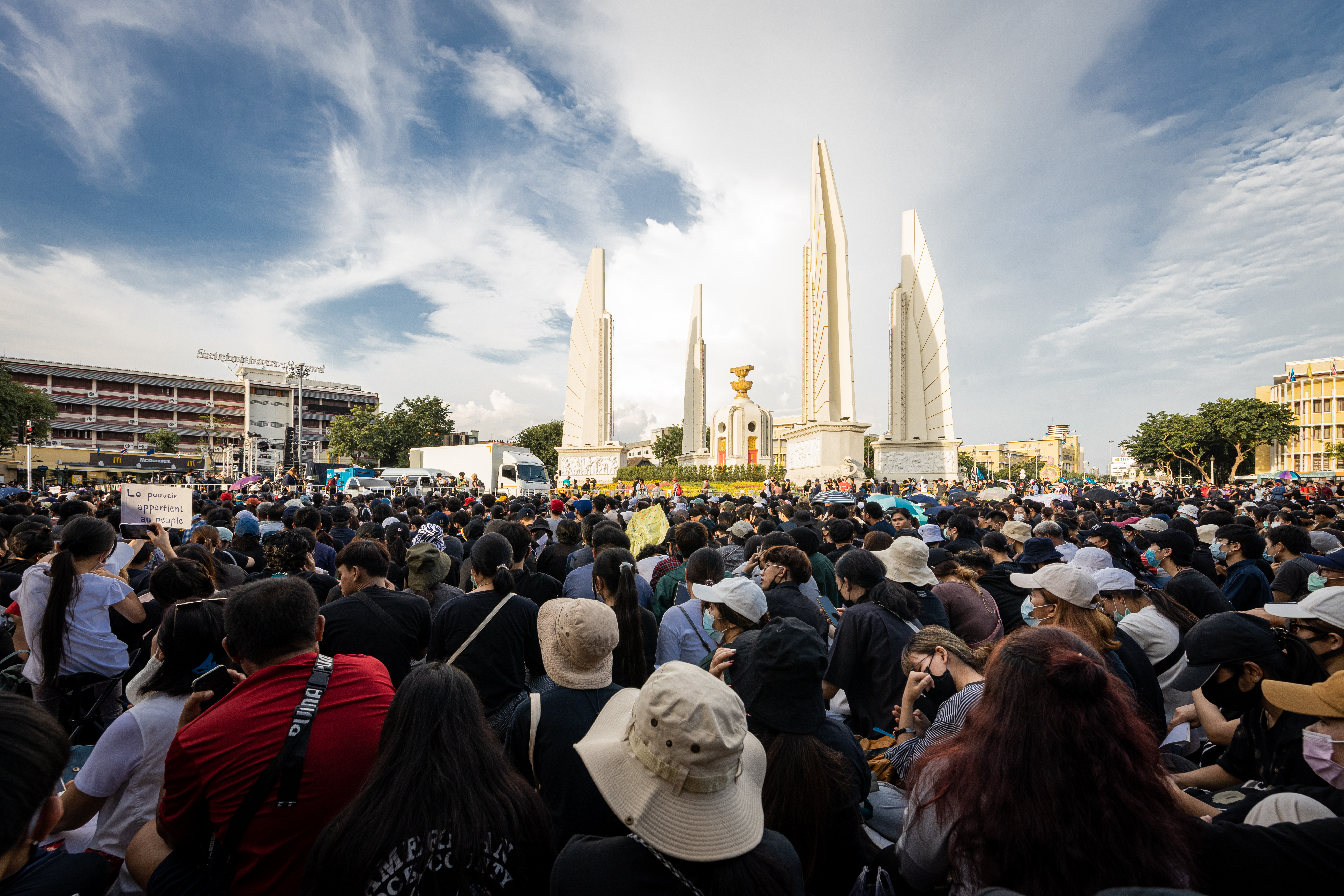
Monument de la Démocratie
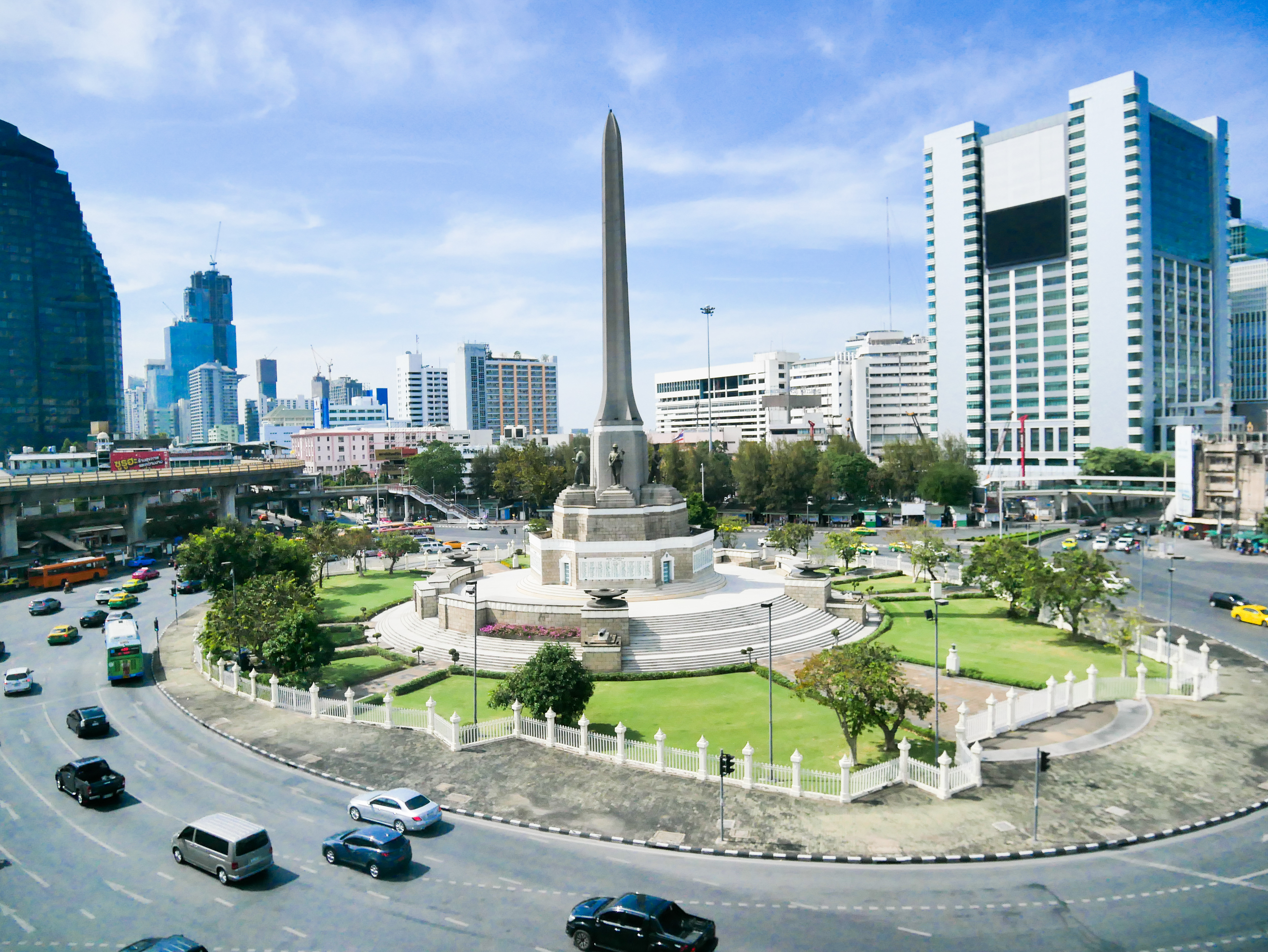
Monument de la Victoire